# Kabinett Ayrault I
Das Kabinett Ayrault I war das erste Kabinett des französischen Premierministers Jean-Marc Ayrault. Ayrault wurde am 16. Mai 2012 ernannt und die Minister am Tag darauf.
Es war die erste französische Regierung, die gleich viele Minister und Ministerinnen hatte. Es bestand aus 30 sozialistischen Ministern, zwei Ministern der Parti radical de gauche und zwei Ministern der Grünen. Einer Tradition der Französischen Republik folgend reichte Jean-Marc Ayrault am Morgen nach Abschluss der französischen Parlamentswahl 2012 am 18. Juni 2012 seinen Rücktritt bei Präsident François Hollande ein, der ihn umgehend erneut zum Premierminister ernannte und mit der Bildung einer neuen Regierung beauftragte.

## Premierminister
|  | Amt             |  | Name              | Partei |
|  | --------------- |  | ----------------- | ------ |
|  | Premierminister |  | Jean-Marc Ayrault | PS     |

## Minister
|  | Amt                                                                    |  | Name                   | Partei        |
|  | ---------------------------------------------------------------------- |  | ---------------------- | ------------- |
|  | Außenminister                                                          |  | Laurent Fabius         | PS            |
|  | Bildungsminister                                                       |  | Vincent Peillon        | PS            |
|  | Justizministerin                                                       |  | Christiane Taubira     | PRG – Walwari |
|  | Minister für Wirtschaft, Finanzen und Außenhandel                      |  | Pierre Moscovici       | PS            |
|  | Ministerin für Soziales und Gesundheit                                 |  | Marisol Touraine       | PS            |
|  | Ministerin für Regionalentwicklung und Wohnen                          |  | Cécile Duflot          | EELV          |
|  | Innenminister                                                          |  | Manuel Valls           | PS            |
|  | Ministerin für Umwelt, nachhaltige Entwicklung und Energie             |  | Nicole Bricq           | PS            |
|  | Minister für industrielle Wiederbelebung                               |  | Arnaud Montebourg      | PS            |
|  | Minister für Arbeit, Beschäftigung, Berufsbildung und sozialen Dialog  |  | Michel Sapin           | PS            |
|  | Verteidigungsminister                                                  |  | Jean-Yves Le Drian     | PS            |
|  | Ministerin für Kultur und Kommunikation                                |  | Aurélie Filippetti     | PS            |
|  | Ministerin für Hochschulen und Forschung                               |  | Geneviève Fioraso      | PS            |
|  | Ministerin für die Gleichberechtigung der Frau; Regierungssprecherin   |  | Najat Vallaud-Belkacem | PS            |
|  | Minister für Landwirtschaft und Ernährung                              |  | Stéphane Le Foll       | PS            |
|  | Ministerin für Staatsreform, Dezentralisierung und öffentlichen Dienst |  | Marylise Lebranchu     | PS            |
|  | Minister für die Überseegebiete                                        |  | Victorin Lurel         | PS            |
|  | Ministerin für Sport, Jugend, Volksbildung und Vereinswesen            |  | Valérie Fourneyron     | PS            |

### Beigeordnete Minister
|  | Amtsbezeichnung des Beigeordneten Ministers                                              | Ministerium                                                 |  | Name                   | Party                   |
|  | ---------------------------------------------------------------------------------------- | ----------------------------------------------------------- |  | ---------------------- | ----------------------- |
|  | Minister für den Haushalt                                                                | Ministerium für Wirtschaft, Finanzen und Außenhandel        |  | Jérôme Cahuzac         | PS                      |
|  | Ministerin für schulische Erfolge                                                        | Bildungsministerium                                         |  | George Pau-Langevin    | PS                      |
|  | Minister für die Beziehungen zum Parlament                                               | Premierminister                                             |  | Alain Vidalies         | PS                      |
|  | Beigeordnete Ministerin                                                                  | Justizministerium                                           |  | Delphine Batho         | PS                      |
|  | Minister für Städtebau                                                                   | Ministerium für Regionalentwicklung und Wohnen              |  | François Lamy          | PS                      |
|  | Europaminister                                                                           | Außenministerium                                            |  | Bernard Cazeneuve      | PS                      |
|  | Ministerin für Senioren und Pflege                                                       | Ministerium für Soziales und Gesundheit                     |  | Michèle Delaunay       | PS                      |
|  | Ministerin für Handwerk, Handel und Tourismus                                            | Ministerium für industrielle Wiederbelebung                 |  | Sylvia Pinel           | Parti radical de gauche |
|  | Minister für Sozialökonomie und Solidarität                                              | Ministerium für Wirtschaft, Finanzen und Außenhandel        |  | Benoît Hamon           | PS                      |
|  | Familienministerin                                                                       | Ministerium für Soziales und Gesundheit                     |  | Dominique Bertinotti   | PS                      |
|  | Ministerin für Behinderte                                                                | Ministerium für Soziales und Gesundheit                     |  | Marie-Arlette Carlotti | PS                      |
|  | Minister für Entwicklungshilfe                                                           | Außenministerium                                            |  | Pascal Canfin          | EELV                    |
|  | Ministerin für Auslandsfranzosen und die Frankophonie                                    | Außenministerium                                            |  | Yamina Benguigui       | Divers gauche           |
|  | Minister für Verkehr und maritime Wirtschaft                                             | Ministerium für Umwelt, nachhaltige Entwicklung und Energie |  | Frédéric Cuvillier     | PS                      |
|  | Ministerin für kleine und mittelständische Unternehmen, Innovation und digitale Ökonomie | Ministerium für industrielle Wiederbelebung                 |  | Fleur Pellerin         | PS                      |
|  | Veteranenminister                                                                        | Verteidigungsministerium                                    |  | Kader Arif             | PS                      |